# Озтюрк, Кюбра
Кюбра Озтюрк (тур. Kübra Öztürk; род. 5 ноября 1991, Анкара) — турецкая шахматистка, гроссмейстер среди женщин (2012).

## Биография
С 1999 года представляла Турцию на юношеских чемпионатах Европы по шахматам и юношеских чемпионатов мира по шахматам в различных возрастных категориях, в которых завоевала две золотые (юношеский чемпионат Европы среди девушек в возрастной группе U16 в 2006 и 2007 годах) и три бронзовые (юношеский чемпионат мира среди девушек в возрастной группе U20 в 2008 году, юношеский чемпионат Европы среди девушек в возрастной группе U18 в 2008 году, юношеский чемпионат мира среди девушек в возрастной группе U18 в 2008 году) медали.
В 2008 году была третьей на женском чемпионате Турции по шахматам. В 2010 году поделила третье место на международном женском шахматном турнире в Анкаре. В 2012 году победила на женском чемпионате Турции по шахматам.
Представляла Турцию на шести шахматных олимпиадах (2006—2016), четырех командных чемпионатах Европы по шахматам (2007, 2011—2015) и двух командных чемпионатах мира по шахматам (2011—2013).